# Cardiospermum grandiflorum
Cardiospermum grandiflorum är en kinesträdsväxtart som beskrevs av Olof Swartz. Cardiospermum grandiflorum ingår i släktet ballongrankor, och familjen kinesträdsväxter. Inga underarter finns listade i Catalogue of Life.